# Placidus Wolter

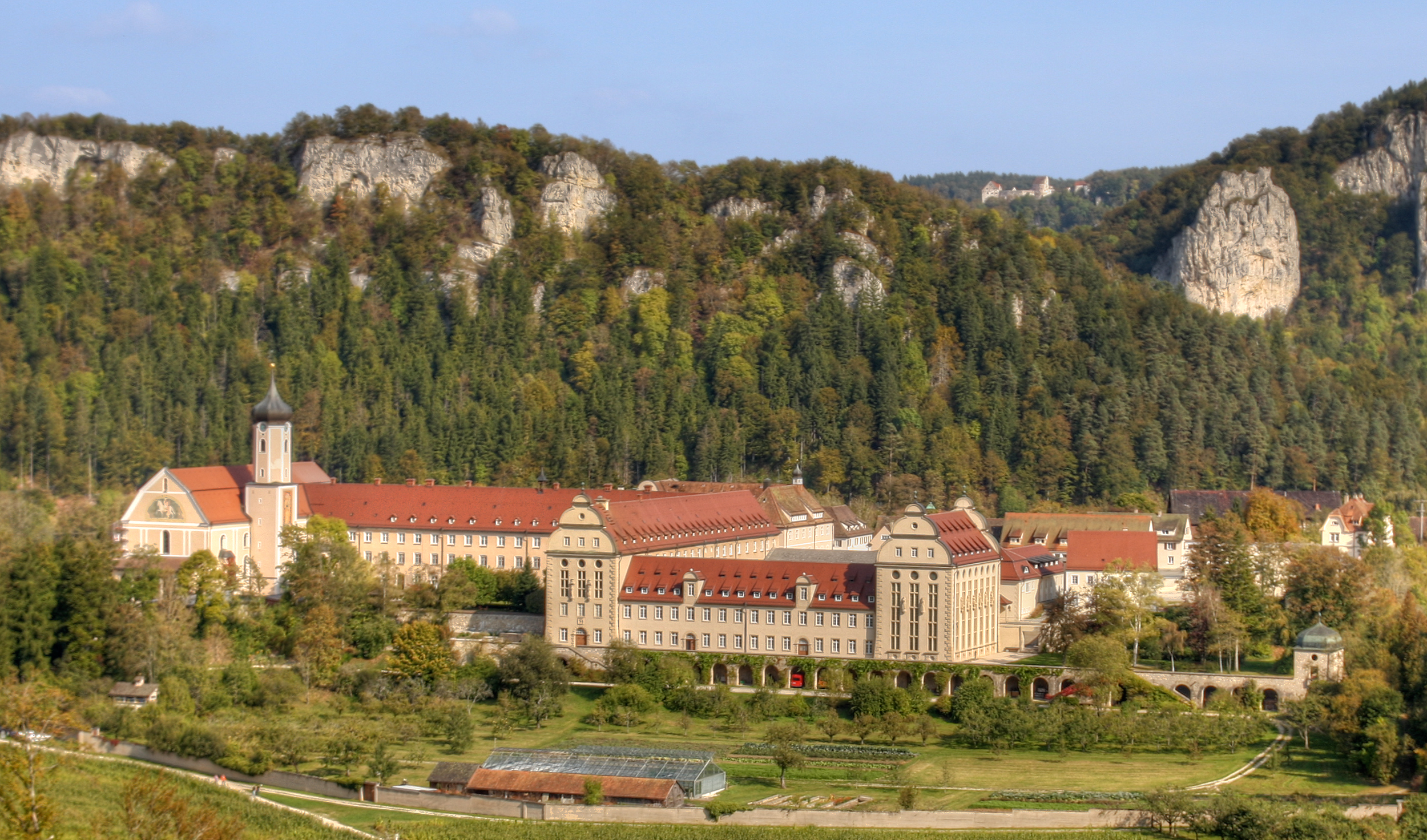
Fotografía de la arquiabadía de Beuron, fundada por Placidus junto con su hermano.

Placidus Wolter, cuyo nombre de nacimiento era Ernst Wolter (Bonn, 24 de abril de 1828-Beuron, 13 de septiembre de 1980), fue el primer abad de Maredsous y el segundo de la arquiabadía benedictina de Beuron, que fundó, junto con su hermano Maurus, en 1863.
Hijo de un cervecero, estudió Teología y Filosofía en la Universidad de Bonn y fue ordenado sacerdote en 1851, en Colonia. Fue uno de los principales artífices de la consolidación del monasterio de Beuron y de la Confederación Benedictina. En palabras de Jakobus Kaffanke, «no era tan visionario como su hermano Maurus, pero tuvo buena mano para conseguir la expansión».